# Scheibe SF 28
Der Scheibe SF 28, besser bekannt unter dem Beinamen „Tandem-Falke“, ist ein zweisitziger, in Gemischtbauweise hergestellter Motorsegler, der ab 1971 von der Scheibe-Flugzeugbau GmbH aus dem Rumpf und Leitwerk des Bergfalken IV entwickelt wurde.

## Konstruktion

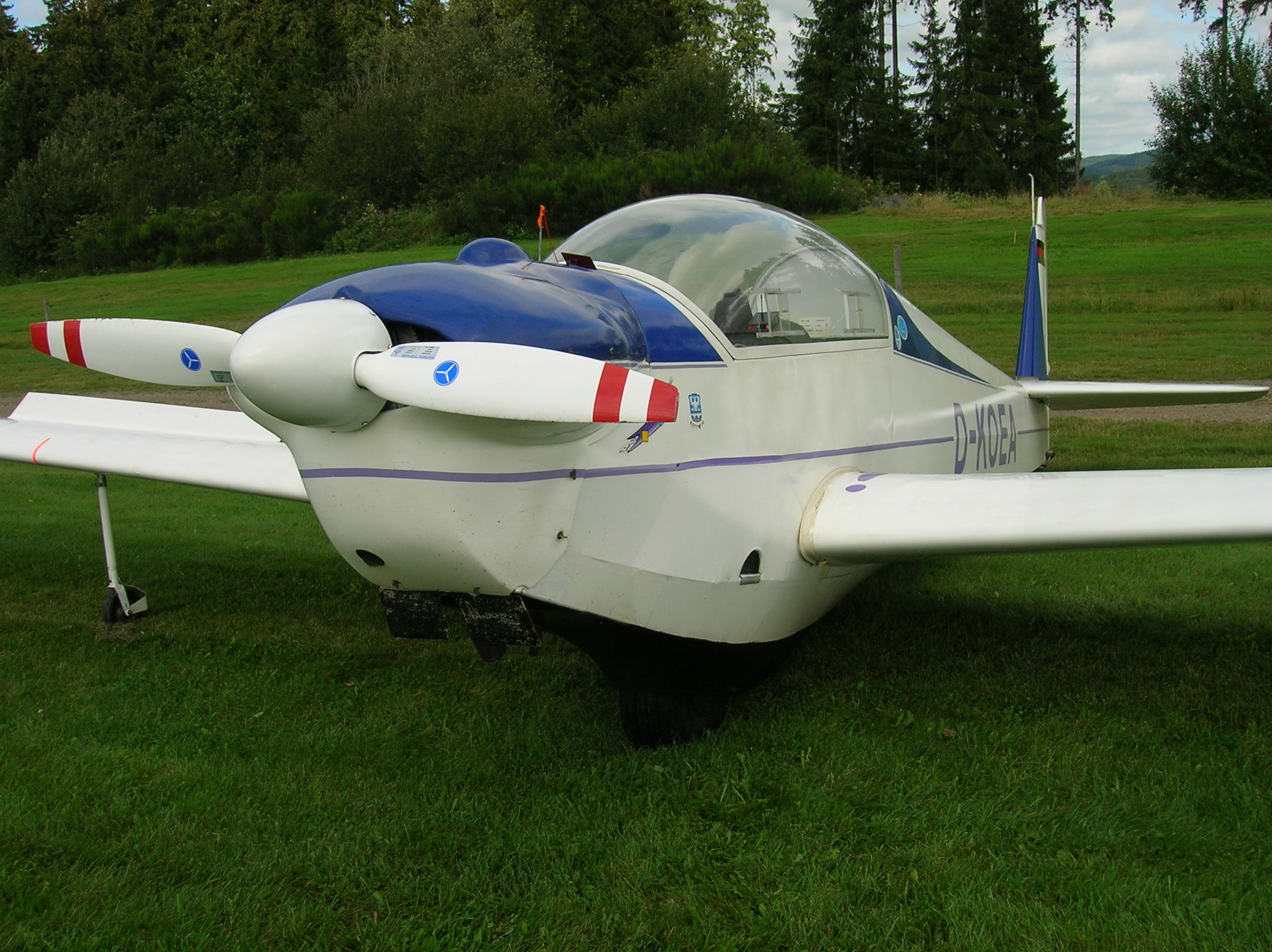
Frontansicht eines Tandem-Falken

Der Tandem-Falke ist als zweisitziger, freitragender Tiefdecker in Gemischtbauweise mit ungefedertem Zentralradfahrwerk mit Stützrädern konstruiert. Aus der Tandemsitzanordnung ergab sich der Vorteil einer besseren Aerodynamik. Die Piloten sitzen hintereinander, was einen schlankeren Rumpf und geringeren Strömungswiderstand bedeutet. Im Gegensatz zum Bergfalken IV hat der Flügel keinen Wortmann-FX-Profilstrak, sondern das ungestrakte Göttinger Profil Gö 533.
Der Motorsegler ist als reiner Eigenstarter konzipiert, Windenstart und Flugzeugschlepp sind nicht zulässig. Als Triebwerk kam dabei ein Limbach SL 1700 EA I zum Einsatz. Zur Optimierung des Segelflugverhaltens bei abgestelltem Motor kann der Propeller in eine dedizierte Segelstellung gebracht werden. So wird eine maximale Gleitzahl von etwa 26 bis 27 erreicht.
Bei Einsatz eines Drei-Stellungs-Propellers (Start, Reiseflug, Segelflug) wird eine deutlich höhere Reisegeschwindigkeit erreicht als beim SF 25.
Das ursprüngliche Höchstgewicht von 590 kg konnte nach Herausgabe der Technischen Mitteilung 770-2/76 im Jahre 1976 optional auf 610 kg erhöht werden.

## Nutzung
Ein Großteil der 120 gefertigten Exemplare wurde ins Ausland verkauft.

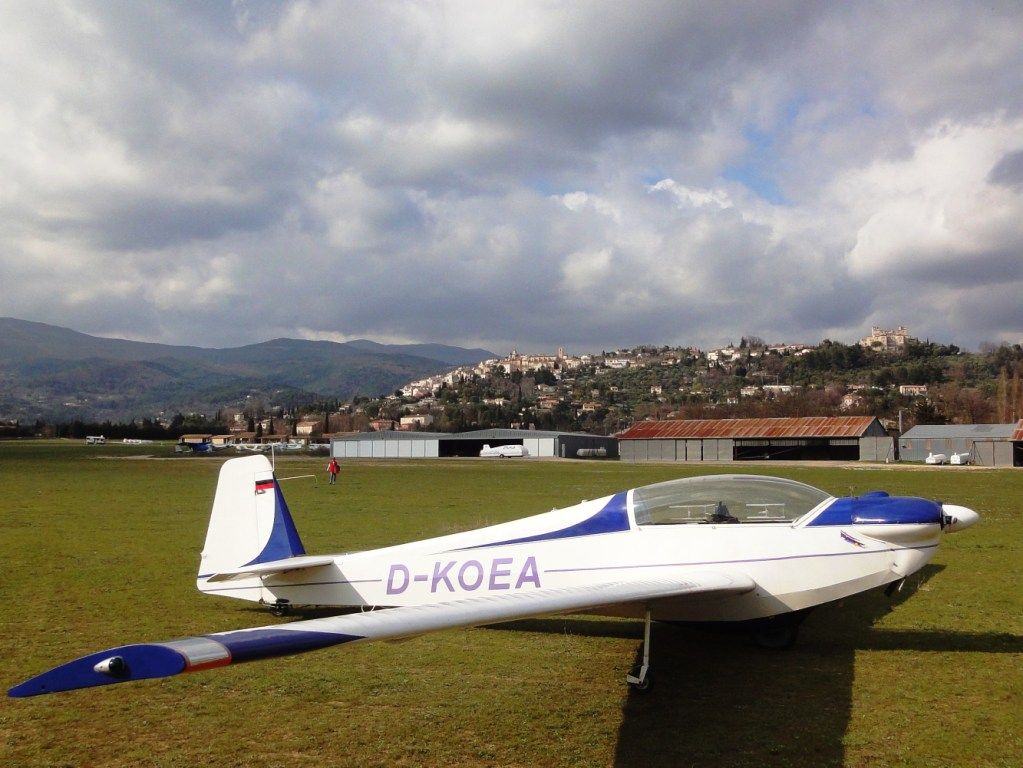
Ein Tandem-Falke in Fayence

Neben der Nutzung im Segelflug eignet sich der Tandem-Falke für Reiseflüge. Mit der SF 28 des Sportflug-Niederberg e. V. wurde an einem Tag von Meiersberg nach Fayence (Var) geflogen. Die D-KOAP der IABG-Sportfluggruppe wurde von Wilhelm Stahl von der deutschen Alpen-Segelflugschule Unterwössen bis zum Nordkap geflogen.
Mindestens ein SF 28 wurde vom spanischen Militär unter dem Kennzeichen 'UE 16-1' genutzt und erst im April 2008 ausgemustert.

## Technische Daten
| Kenngröße              | Daten                                                     |
| ---------------------- | --------------------------------------------------------- |
| Besatzung              | 1                                                         |
| Passagiere             | 1                                                         |
| Länge                  | 8,1 m                                                     |
| Spannweite             | 16,3 m                                                    |
| Höhe                   | 1,55 m                                                    |
| Flügelfläche           | 18,5 m²                                                   |
| Flügelstreckung        | 14,5                                                      |
| Flächenbelastung       | 31 kp/m²                                                  |
| Gleitzahl              | 26 bei 95 km/h                                            |
| Geringstes Sinken      | 0,9 m/s bei 70 km/h                                       |
| Leermasse              | 390–410 kg                                                |
| Startmasse             | 590 bzw. 610 kg                                           |
| Reisegeschwindigkeit   | 140 km/h bis 170 km/h je nach Propeller                   |
| Höchstgeschwindigkeit  | 190 km/h                                                  |
| Manövergeschwindigkeit | 156 km/h                                                  |
| Dienstgipfelhöhe       | 5000 m                                                    |
| Steigrate              | 2,3 m/s                                                   |
| Reichweite             | ca. 520 km                                                |
| Triebwerk              | Vierzylinder-Boxermotor SL Limbach 1700 EA, 44 kW (60 PS) |